# Moszaw

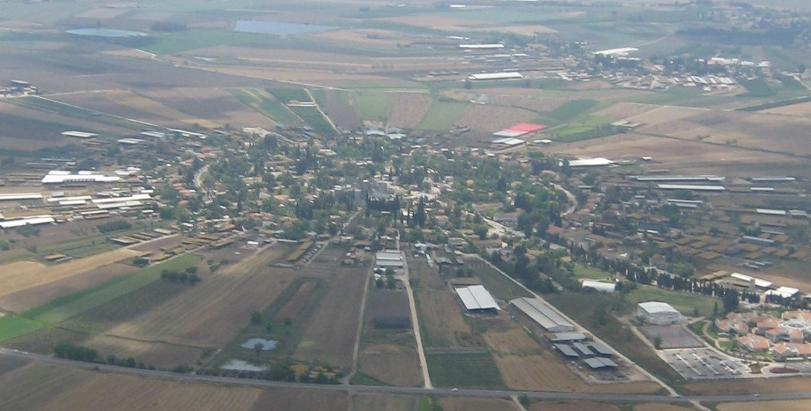
Moszaw Nahalal

Moszaw (hebr. ‏מושב‎; „wioska, osada”) – spółdzielnia rolnicza, jaką tworzyli syjoniści napływający masowo do Palestyny podczas alii na początku XX wieku. W moszawach, podobnie jak w kibucach, kładzie się nacisk na pracę zespołową.
W 1986 w Izraelu istniało 448 moszawów, w tym 405 moszaw owdim i 43 moszaw szitufi.

## Historia
Podczas osadnictwa żydowskiego w Palestynie pod koniec XIX wieku postanowiono, że moszawy będą podstawą budowy państwa żydowskiego w Mandacie Palestyny.
Pierwszy moszaw został założony 11 września 1921 w Dolinie Jezreel. Nazywał się Nahalal i prowadził działalność rolniczą. W następnych latach powstawały kolejne moszawy i w 1986 około 156 700 Izraelczyków żyło i pracowało w 448 moszawach, które są zorganizowane w ośmiu federacjach.

## Struktura organizacyjna
Moszawy są podobne do kibuców, z tym że mieszkańcy moszawów posiadają własność prywatną. Rolnicy zajmują się produkcją rolniczą na własny rachunek. Moszaw pobiera jednak od swoich mieszkańców specjalny podatek (hebr. mas wa’ad, מס ועד). Jest on równy dla wszystkich mieszkańców. Z tego powodu w moszawie lepiej powodzi się dobrym rolnikom, którzy mogą gromadzić więcej płodów rolnych i czerpać większe zyski. W kibucach wszyscy mieszkańcy (przynajmniej teoretycznie) żyją na podobnym poziomie.
Moszaw jest zarządzany przez wybraną radę (hebr. wa’ad, ועד).
Istnieje kilka rodzajów moszawów, w tym:
- moszaw owdim (hebr. מושב עובדים, dosł. moszaw pracowniczy) – robotnicza spółdzielnia pomocy społecznej, w której wspólną własnością jest ziemia.
- moszaw szitufi (hebr. מושב שיתופי, dosł. moszaw kolektywny) – spółdzielnia pomocy społecznej rolników małorolnych, która łączy w sobie charakterystyczne cechy gospodarcze kibucu z cechami społecznymi moszawu. Zyski z upraw rolniczych są dzielone równo pomiędzy wszystkich mieszkańców moszawu.